# Gabriel Pereira (futebolista)
Gabriel Pereira dos Santos (São Paulo, 1 de agosto de 2001) é um futebolista brasileiro que atua como ponta-direita e meio-campista. Atualmente joga pelo Al-Rayyan.

## Carreira

### Guarani
Gabriel ingressou na base do Guarani em 2015, onde permaneceu até 2017.

### Corinthians
Em 2018, aos 17 anos, Gabriel ingressou na base do Corinthians. Estreou no profissional da equipe em 12 de de agosto de 2020, na derrota do clube por 3–2 contra o Atlético-MG, em partida válida pelo Campeonato Brasileiro. Marcou seu primeiro gol pelo clube paulista no dia 12 de setembro de 2021, no empate em 1–1 contra o Atlético Goianiense, pelo Campeonato Brasileiro. Em 13 de outubro, marcou seu primeiro gol na Néo Química Arena, na vitória por 1–0 contra o Fluminense, pelo Campeonato Brasileiro. No dia 17 de março de 2022, Corinthians anunciou a venda do atleta para o New York City por cerca de 5,5 milhões de dólares (aproximadamente 27,6 milhões de reais).

### New York City
Em 17 de março de 2022, assinou um contrato válido por quatro temporadas com o New York City, com possibilidade de extensão por mais um ano. Fez sua estreia pelo clube no dia 2 de abril de 2022, na derrota do time por 2–1 contra o Toronto, pela MLS. No dia 24 de abril, marcou seu primeiro gol pela equipe, em partida válida pela MLS, na vitória por 5–4 sobre o Toronto. No dia 14 de setembro, conquistou seu primeiro título na carreira, a Campeones Cup, após seu clube vencer o Atlas por 2–0.

### Al-Rayyan
No dia 22 de Julho de 2023, o jogador foi anunciado pelo Al-Rayyan. Gabriel foi comprado por 10 milhões de dólares (aproximadamente 47,8 milhões de reais).

## Estatísticas

### Clubes
Abaixo estão listados todos os jogos, gols e assistências do futebolista por clubes.
| Clube             | Temporada         | Campeonato nacional | Campeonato nacional | Campeonato nacional | Copa nacional[a] | Copa nacional[a] | Copa nacional[a] | Competições continentais[b] | Competições continentais[b] | Competições continentais[b] | Outros torneios[c] | Outros torneios[c] | Outros torneios[c] | Total | Total | Total   |
| Clube             | Temporada         | Jogos               | Gols                | Assist.             | Jogos            | Gols             | Assist.          | Jogos                       | Gols                        | Assist.                     | Jogos              | Gols               | Assist.            | Jogos | Gols  | Assist. |
| ----------------- | ----------------- | ------------------- | ------------------- | ------------------- | ---------------- | ---------------- | ---------------- | --------------------------- | --------------------------- | --------------------------- | ------------------ | ------------------ | ------------------ | ----- | ----- | ------- |
| Corinthians       | 2020              | 10                  | 0                   | 1                   | —                | —                | —                | —                           | —                           | —                           | —                  | —                  | —                  | 10    | 0     | 1       |
| Corinthians       | 2021              | 21                  | 2                   | 1                   | 1                | 0                | 0                | 3                           | 0                           | 0                           | 7                  | 0                  | 0                  | 32    | 2     | 1       |
| Corinthians       | 2022              | —                   | —                   | —                   | —                | —                | —                | —                           | —                           | —                           | 5                  | 0                  | 1                  | 5     | 0     | 1       |
| Corinthians       | Total             | 31                  | 2                   | 2                   | 1                | 0                | 0                | 3                           | 0                           | 0                           | 12                 | 0                  | 1                  | 47    | 2     | 3       |
| New York City     | 2022              | 29                  | 9                   | 3                   | 2                | 0                | 1                | 1                           | 0                           | 0                           | 1                  | 0                  | 0                  | 33    | 9     | 4       |
| New York City     | Total             | 29                  | 9                   | 3                   | 2                | 0                | 1                | 1                           | 0                           | 0                           | 1                  | 0                  | 0                  | 33    | 9     | 4       |
| Total na carreira | Total na carreira | 60                  | 11                  | 5                   | 3                | 0                | 1                | 4                           | 0                           | 0                           | 13                 | 0                  | 1                  | 80    | 11    | 7       |

- a. ^ Jogos da Copa do Brasil e Copa dos Estados Unidos
- b. ^ Jogos da Copa Sul-Americana e Liga dos Campeões da CONCAF
- c. ^ Jogos do Campeonato Paulista e Campeones Cup

## Títulos
New York City
- Campeones Cup:  2022